# 西山町 (浜松市)
西山町（にしやまちょう）は静岡県浜松市中央区の町名。丁番を持たない単独町名である。住居表示未実施。

## 地理
浜松市中央区の西部に位置する。東で和合町及び富塚町、西で伊左地町、南で神ケ谷町及び神原町、北で湖東町と接する。

### 河川
- 東神田川

### 学区
小学校・中学校の学区は以下の通りである。
- 浜松市立神久呂小学校
- 浜松市立神久呂中学校

## 歴史

### 沿革
- 1889年（明治22年）4月1日 - 町村制の施行により、敷知郡神ケ谷村が周辺の村と合併して敷知郡神久呂村となる[WEB 8]。旧村名は神久呂村の大字として残る[書籍 1]。
- 1896年（明治29年）4月1日 - 郡制の施行により、神久呂村の所属郡が浜名郡に変更となる。
- 1955年（昭和30年）3月31日 – 神久呂村が浜松市に編入される。
- 1956年（昭和31年） – 大字神ケ谷は3つに分割され、神ケ谷町・神原町・西山町が新設される[書籍 2]。
- 2007年（平成19年）4月1日 - 浜松市が政令指定都市となる。西山町は西区の一部となる。
- 2024年（令和6年）1月1日 - 浜松市の行政区再編により、西山町は中央区の一部となる。

## 施設
- 浜松市立神田原保育園
- 航空自衛隊浜松基地
- 医療法人社団一穂会西山病院
- トクラス 本社
- トクラスプロダクツ 本社
- 出野製作所 本社・本社工場
- 浜松西山郵便局
- JAとぴあ浜松西山支店
- ウエルシア浜松西山町店
- セブン-イレブン浜松西山店
- ミニストップ浜松西山町店
- 遠鉄西山団地
- 西山北公園
- 西山南公園

## 交通

### バス
- 遠鉄バス - 神田原停留所及び西山停留所には自転車駐輪場が併設されている。広報館発着は毎日1往復のみ。
  - 8・8-33伊佐見線：（浜松駅 方面（医療センター経由） - ）狸坂 - 西山団地 - 西山会館入口 - 神田原（ - 山崎（佐浜経由） 方面）
  - 30・31舘山寺線：（浜松駅 方面 - ）狸坂 - 西山団地 - 西山会館入口 - 神田原（ - 舘山寺町・村櫛・浜名湖ガーデンパーク 方面）
  - 36ひとみヶ丘線：（浜松駅 方面 - ）狸坂 - 西山団地 - 西山会館入口 - 神田原 - 神原上（ - 湖人見団地・山崎 方面）
  - 37大久保線：（浜松駅 方面 - ）狸坂（ - 田端住宅 方面）
  - 48・58和合西山線：（浜松駅 方面 - ）浜松基地 - 西山（ - 広報館 方面）

### 道路
- 静岡県道48号舘山寺鹿谷線（舘山寺街道）
- 静岡県道364号湖東和合線

## その他

### 警察
警察の管轄区域は以下の通りである。
| 番・番地等 | 警察署       | 交番・駐在所 |
| ---------- | ------------ | ------------ |
| 全域       | 浜松西警察署 | 神久呂交番   |

### 消防
消防の管轄区域は以下の通りである。
| 番・番地等 | 消防署   | 本署/出張所  |
| ---------- | -------- | ------------ |
| 全域       | 西消防署 | 大平台出張所 |